# Réservoir des Trois-Gorges
Le réservoir des Trois-Gorges est un lac artificiel de Chine né en 2006 du barrage des Trois-Gorges entravant le cours du Yangzi Jiang. Il se situe dans la province du Hubei et dans la municipalité de Chongqing. 

## Géographie
Très étroit avec une longueur de 600 kilomètres pour une largeur maximale de 1,1 kilomètre, il comporte de nombreuses ramifications dans les petites vallées adjacentes. Sa création a nécessité le déplacement de 1,24 million de personnes avec la reconstruction de villes entières, de ponts, de routes, etc tandis que les anciennes habitations, infrastructures, champs et paysages sont désormais noyés.

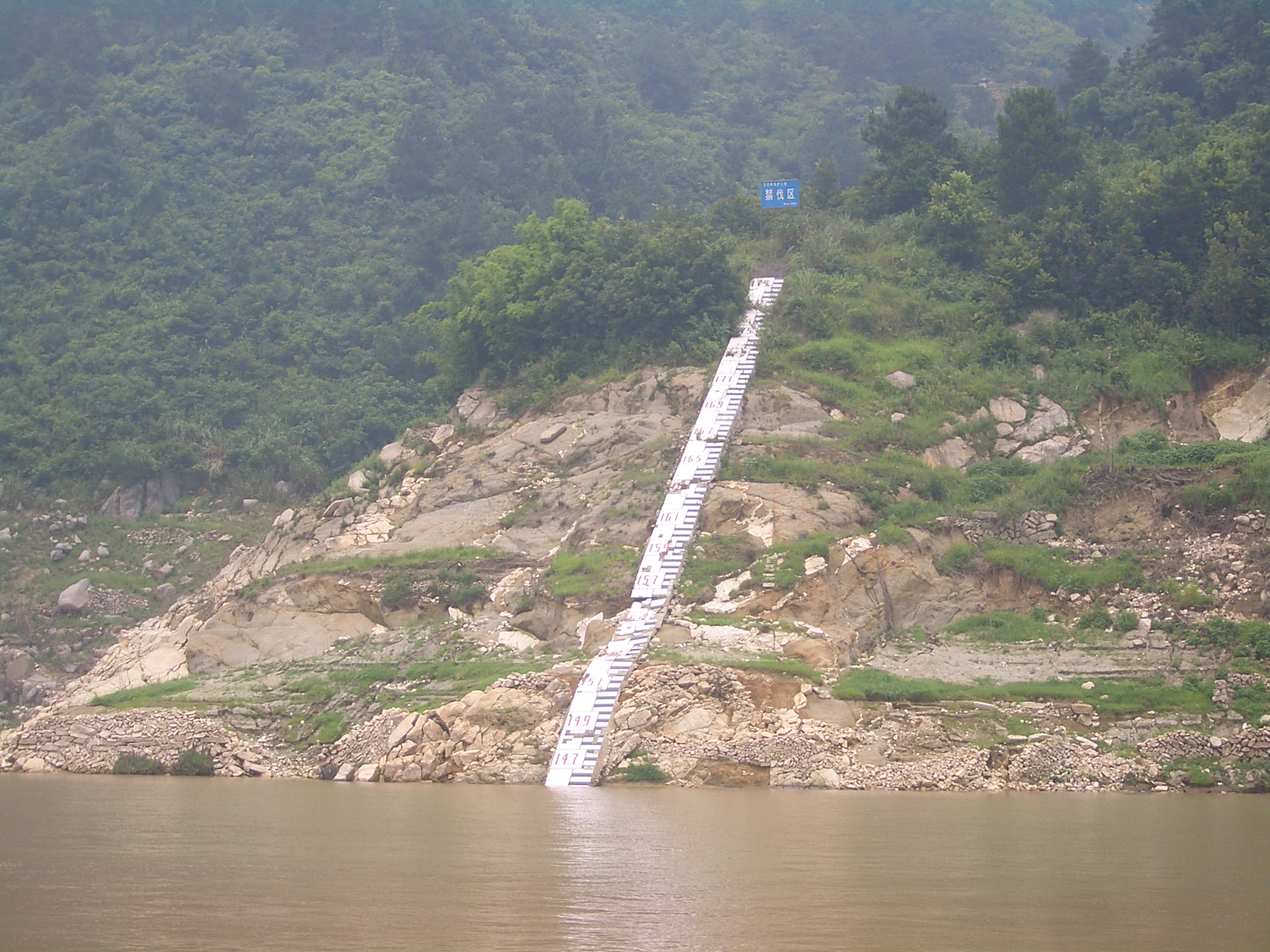
Vue d'une échelle indiquant le niveau du réservoir sur les rives du lac.